# Emma Kimiläinen
Emma Elina Kimiläinen-Liuski (nascida Kimiläinen, 8 de julho de 1989, Helsínquia) é uma piloto profissional de automóveis finlandesa. Ela já competiu em diferentes categorias, bem como Fórmula Ford Finlândia, Fórmula Ford Suécia, Campeonato Escandinavo de Carros de Turismo, W Series, entre outras.